# Wozdwiżenje (rejon wołogodzki)
Wozdwiżenje (ros. Воздвиженье) – wieś w Rosji, w rejonie wołogodzkim obwodu wołogodzkiego. W 2010 r. liczyła 16 mieszkańców.